# کوسیساری
کوسیساری (به فنلاندی: Kuusisaari) یک منطقهٔ مسکونی در فنلاند است، که در هلسینکی واقع شده‌است. کوسیساری ۰٫۴۰ کیلومتر مربع مساحت و ۴۵۵ نفر جمعیت دارد.